# 伊索拉定

伊索拉定的合成

伊索拉定（化学名：6-(2,5-二氯苯基)1,3,5-三嗪-2,4-二胺，缩写DCPDAT）是一种含氮有机氯化合物，化学式C9H7Cl2N5，可用作磷酸二酯酶抑制药。